# Мстительная красавица
«Мстительная красавица» (кит. трад. 血芙蓉, пиньинь Xuè Fú Róng, англ. The Vengeful Beauty, букв. Кровавый Гибискус) — гонконгский фильм режиссёра Хэ Мэнхуа, вышедший в 1978 году.

## Сюжет
Когда обученные убийцы с летающими гильотинами, тайно работающие на Императора, выполняют свою миссию, один из них пойман местными силами безопасности. Глава отряда Летающие Гильотины, Цзинь Ганфэн, отдаёт приказ убить каждого свидетеля, в том числе тюремного следователя и его семью, чтобы сохранить тайну об отряде. Жун Цюянь возвращается домой и находит своего мужа мёртвым. Она понимает, что виновен Ганфэн. Используя своё умение кунг-фу, она чуть не убивает его, но отступает ради защиты своего будущего ребёнка. Под угрозой расстрела Ганфэн докладывает императору, что все свидетели мертвы. Чтобы не потерять жизнь, Ганфэн просит своих трёх взрослых детей выследить и убить Цюянь, которая пытается добраться до своего дяди. Во время погони Цюянь помогают бывший член отряда Ма Тэн и её старый боевой товарищ Ван Цзюнь. Они оба любят её и поэтому становятся соперниками.

## В ролях
| Актёр       | Роль                    |
| ----------- | ----------------------- |
| Чэнь Пин    | Жун Цюянь               |
| Юэ Хуа      | Ван Цзюнь               |
| Ло Ле       | Цзинь Ганфэн            |
| Норман Чхёй | Ма Тэн                  |
| Сиу Ям-ям   | Цзинь Шаочжи            |
| Фрэнки Вэй  | император Юнчжэн        |
| Джонни Ван  | Бяо                     |
| Лам Файвон  | Цзинь Жэньтин           |
| Цзян Нань   | судебный чиновник       |
| Кён Хонь    | подручный Цзинь Ганфэна |
| Вон Чхинхо  | Тун Бэйхай              |
| Лэй Саукхэй | министр                 |

## Съёмочная группа
- Компания: Shaw Brothers
- Продюсер: Шао Жэньлэн
- Режиссёр: Хэ Мэнхуа[англ.]
- Ассистент режиссёра: Хун Хак
- Постановка боевых сцен: Тан Цзя[кит.]
- Художник: Чань Кинсам
- Монтажёр: Цзян Синлун, Генри Чён
- Грим: У Сюйцин
- Дизайнер по костюмам: Лю Цзию
- Оператор: Чхоу Вайкхэй
- Композитор: Фрэнки Чань[кит.]